# (27264) Frankclayton
(27264) Frankclayton est un astéroïde de la ceinture principale.

## Description
(27264) Frankclayton est un astéroïde de la ceinture principale. Il fut découvert le 12 décembre 1999 à Socorro (Nouveau-Mexique) par le projet LINEAR. Il présente une orbite caractérisée par un demi-grand axe de 2,35 UA, une excentricité de 0,17 et une inclinaison de 8,2° par rapport à l'écliptique.

## Compléments